# 心絵
「心絵」（こころえ）は、日本のバンド、ロードオブメジャーの楽曲で、メジャー1枚目（通算4枚目）のシングル。2004年11月17日にJUNK MUSEUMよりリリース。TRIPLANEのカバーも本稿で記述する。

## 概要
インディーズデビューから2年間の活動を経てのメジャーデビューシングルで、アルバム『ROAD OF MAJOR』から1年2ヶ月ぶり、シングルとしては「僕らだけの歌」から1年3ヶ月ぶりのリリース。
初回仕様には、特典として「ROMオリジナル卓上カレンダー」が付属した。

## 収録曲
- 全曲、作詞・作曲:北川賢一　編曲:ロードオブメジャー

1. 心絵 [4:24]
  - NHK教育のアニメ『メジャー〜1stシーズン〜』のオープニングテーマ[注 3]。なお、アニメのオープニングのテロップでは「心絵-ココロエ-」と表記されている。
  - 「心絵」という名前の由来は、「メジャーという舞台の心得」、「みんなの心へ届いていてほしい」、「心の模様＝心の絵」からきている。[要出典]楽曲としては、前年12月の時点で途中まで出来上がっていたが、サビの制作に行き詰まり、6月頃になって完成に至った[4]。
  - ミュージック・ビデオは、架空の海外番組『エド・ソロバン・ショー』（アメリカのテレビ番組『エド・サリヴァン・ショー』のパロディ）を題材としたもの。内容は、その番組にロードオブメジャーが出演することになるが、ボーカルの北川が寝坊してしまい、その場所にかけつけるために自転車、ヘリコプターを使い、最終的にはスカイダイビングで地上に着陸しラストサビで演奏に参加するという内容である。なお、北川は実際にスカイダイビングに挑戦している。
  - 同作の主人公、茂野吾郎（中学生〜）役の森久保祥太郎によってカヴァーされている。こちらは、2010年に発売された同アニメのコンピレーション・アルバム『メジャー Perfect Song Collection』に収録されており、同年に発表されたOVA（単行本最終巻である78巻に付属）「メッセージ」のメインテーマに使用された[5]。
  - 登場曲として使用するプロ野球選手も多く、2023年現在では横浜DeNAベイスターズの宮﨑敏郎が使用しているほか、かつては元オリックス・バファローズの佐藤達也、元千葉ロッテマリーンズの今江敏晃、元読売ジャイアンツの村田善則、元埼玉西武ライオンズの郭俊麟、元東北楽天ゴールデンイーグルスの聖澤諒、元福岡ソフトバンクホークスの千賀滉大らも使用していた。
2. 朝焼け [4:32]
  - 日本テレビ系『ダウンタウンDX』2004年11月度エンディングテーマ。
  - こちらにもミュージック・ビデオが制作されている（DVD『GOLDEN ROAD FILMS』収録）。ただし、ラストサビのみのShort Ver.となっている。
3. 心絵（instrumental）
4. 僕らだけの歌（HEARTs version）
  - 前作「僕らだけの歌」で企画された、コピーバンドコンテストで優勝したバンドの楽曲を収録[6]。

## 収録アルバム
オリジナル
- 『ROAD OF MAJOR II』 (#1,#2)

ベスト
- 『GOLDEN ROAD 〜BEST〜』 (#1)
- 『10th ANNIVERSARY BEST ★ Plus 2』 (#1)
  - リマスタリングが施されている[7]。

リミックス
- 『SILVER ROAD 〜REMIX〜』 (#1)
  - 1分半ほどにリミックスされたバージョンを収録。

コンピレーション
- 『メジャー Perfect Song Collection』 (#1)[8][9]
- 『私たちがアニメを好きな39の理由』 (#1)[10]
- 『アゲイン!00's〜BEST OF HEARTFUL J-POP SONGS』 (#1)[11]
- 『アニソン甲子園』 (#1)[12]

## カバー
- TRIPLANE - 下記に記載[注 4][13]。
- 天月 - 2020年5月にYouTubeにて発表[14]。
- Poppin'Party［戸山香澄（愛美）］ - ゲーム『バンドリ! ガールズバンドパーティ!』に収録（2023年6月21日追加[15]）。

## TRIPLANEのカバー
「心絵 / 友よ」（こころえ / ともよ）は、日本の歌手TRIPLANEの11枚目のシングルである。2010年7月21日発売。発売元はtearbridge records。アニメ仕様盤・通常盤・DVD付初回限定盤の3形態で発売。「心絵」は、NHK教育テレビ「メジャー第6シーズン」OPテーマ、「友よ」は、TOKYO MX「第91回全国高校野球選手権大会　東・西東京大会」テーマソング。

## 収録曲

### アニメ盤
作詞・作曲：北川賢一（1）江畑兵衛（2）
編曲：TRIPLANE（1,2,3,7）中川幸一郎（4,5,6）
1. 心絵（4:21）[16]
2. 友よ（4:07）[16]
3. 心絵 (Instrumental)（4:19）[16]
4. 心絵 (オーケストラVer.) (Instrumental)（3:52）[16]
5. 心絵 (ピアノVer.) (Instrumental)（3:27）[16]
6. 心絵 (ギターVer.) (Instrumental)（2:48）[16]
7. 心絵 (TV Ver.)（1:41）[16]

### 初回限定盤・通常盤CD
作詞・作曲：北川賢一（2）江畑兵衛（1）　編曲：TRIPLANE（1,2,3）

### CD
1. 友よ（4:07）[17][18]
2. 心絵（4:19）[17][18]
3. ヨワキモノタチ（3:24）[17][18]

### 初回限定盤DVD
1. 友よ (MV)[18]